# Lac du Ballon
Der Lac du Ballon (dt. Belchensee) ist ein Stausee in einem Seitental des Florival in den Vogesen, am Fuß des Grand Ballon. Sein Abfluss mündet nach 3,9 km in die Lauch.
Der kleine Karsee wurde schon im 16. Jahrhundert durch eine Aufschüttung auf der Moräne vergrößert.
1699 ließ Vauban den Staudamm herrichten, der See lieferte nun Wasser für Kanäle beim Bau der Festung Neuf-Brisach. Die Reste des Dammes wurden 1740 und 1778 durch Hochwasser weggespült.
1869 bauten Fabrikanten aus dem Lauchtal einen Stollen als Ablass unter dem Seegrund, um das nutzbare Volumen zu vergrößern.
Bis 1955 war der Felsgrund undicht geworden.
1966 bis 1968 wurde der See abgedichtet, der Damm wieder erhöht, mit einem Hochwasserablauf am linken Ufer. Der Ablassstollen wurde verfüllt, ein neuer Grundablass mit einem Bedienungsturm gebaut. 1999–2000 wurden der Damm und das Seeufer gemauert, die Dammkrone betoniert.
Der See dient, zusammen mit dem kleineren Lauchsee, als Trinkwasser-Reservoir und Hochwasser-Rückhaltebecken für das Lauchtal und die Stadt Guebwiller.